# شبکه نسیم
شبکهٔ نسیم یکی از شبکه‌های تلویزیونی دولتی کشور ایران است که از ۲۶ شهریور ۱۳۹۲ در تهران و از ۱۵ مهرماه همان سال در سراسر ایران آغاز به کار کرد. واژهٔ (نسیم) کوته‌نوشت چهار واژهٔ نشاط، سرگرمی، یادها و مسابقه است. مدیریت این شبکه را سید محمدرضا خوشرو بر عهده دارد. پیش از او، حسین کرمی این مسئولیت را بر عهده داشت. پخش برنامه‌های شبکه با فرمت HD و کدک HEVC نیز از گیرنده‌های زمینی و ماهواره‌ای از ۹ آذر ۱۳۹۹ آغاز شد.

## راه‌اندازی
این شبکه به جمع شبکه‌های بیست و یک گانهٔ سازمان صدا و سیمای جمهوری اسلامی ایران پیوست و از دستگاه گیرنده دیجیتال تلویزیون قابل دریافت شد. این شبکه از ۱۵ مهر ماه ۱۳۹۲ پخش آزمایشی خود را در تهران آغاز کرد که سرانجام پس از گذشت ۸ ماه پخش آزمایشی شبکه نسیم در ۱۷ اردیبهشت ۱۳۹۳ در استان کردستان و با حضور سید عزت‌الله ضرغامی ریاست وقت سازمان صداوسیما به صورت رسمی راه‌اندازی شد. شبکه نسیم نخستین شبکهٔ سراسری سیما بود که در استانی دیگر بجز استان تهران راه‌اندازی شد.
در ۱۵ آذر ۱۴۰۲ با تغییراتی در چیدمان فرستنده‌های دیجیتال، با جابجایی شبکه تهران به بسته دوم دیجیتال، جایگاه سابق شبکه تهران در کانال پنج، به شبکه نسیم واگذار شد.
در تاریخ ۱۹ آذر ۱۳۹۶ لوگو و گرافیک و زیر نویس شبکه نسیم به طور کلی تغییر کرد ، لوگوی جدید شبکه نسیم جایگزینی فرم لبخند به جای حرف «س» است

## برنامه‌ها
برنامه‌ دورهمی با اجرای مهران مدیری و خندوانه با اجرای رامبد جوان و هزار و یک با اجرای محسن کیایی هموطنزبا اجرای کامران تفتی پربیننده‌ترین و مهم‌ترین برنامه‌‌هایی هستند که از این شبکه پخش شده‌اند.

## برنامه‌های تولیدی
- با عرض معذرت [۵]
- دورهمی
- خندوانه
- کودک شو
- هزار و یک
- چهار شگفت‌انگیز
- شبی با عبدی
- هزار داستان
- وقتشه
- شهروند و مافیا
- سر حال
- هوش برتر
- حالت خاص
- چند درجه
- هاونگ
- شکرآباد
- دست به نقد
- دست نزن جیزه
- بی‌سیم
- پشت و رو
- سیم خاردار
- شب کوک
- مهمونی
- آبرنگ
- عینک آفتابی
- نسیم دانش
- نمای نزدیک
- ببین و بپز
- دوباره گوش کن
- کتاب باز
- قاصدک
- ویتامین خ
- دلویزیون
- پخت و پند
- وقت آشپزی
- همسایه‌ها
- سفر در خانه
- افسانه هزارپایان
- شوتبال
- کاف گاف
- چهل تیکه
- خانواده باحال
- بگو بخند
- مسابقه آب و آتش

## میان‌برنامه‌ها
- نسیم آوا
- نسیم نما
- نسیم آفرینش
- نسیم ملل
- نسیم استان‌ها
- نسیم دانش
- نسیم آرامش
- نسیم عطرگردان
- نسیم رادیو
- نسیم مهارت
- بازی‌های محلی
- اقلیم ایران
- دیدنی‌های جهان
- باشگاه‌های فوتبال جهان
- دوربین مخفی
- دیدنی‌ها
- قاصدک
- رنگارنگ
- ورزشیا
- انیمیشن / کارتون
- رنگارنگ
- نسیمیشو